# Bob-Weltmeisterschaft 1951
Die 12. Bob-Weltmeisterschaft wurde am 27. und 28. Januar im Zweierbob und am 31. Januar 1951 im Viererbob auf einer neu angelegten Bobbahn im Skigebiet oberhalb des französischen Wintersportortes Alpe d’Huez auf über 1.900 m Höhe ausgetragen.

## Terminschwierigkeiten
Ursprünglich waren die Austragungen für den 21. und 22. Januar im Zweierbob und wohl für den 27. und 28. Januar 1951 im Viererbob vorgesehen. Massive Schneefälle mit Schneehöhen von bis zu sechs Metern verhinderten aber die regulären Starttermine. Selbst der zunächst vorgesehene Start am 24. Januar für die Zweierbobs musste nochmals verschoben werden, da es trotz des Einsatzes von über 100 Militärangehörigen nicht gelungen war, die Bobbahn rechtzeitig freizuschaufeln. Da das amerikanische Bobteam um Stanley Benham für den 1. Februar die Schiffspassage zurück in die USA gebucht hatte, gerieten die Veranstalter zudem unter Zeitdruck. So wurde letztlich in der Viererbob-Konkurrenz nur noch ein Wettkampftag mit zwei Wertungsläufen veranstaltet, damit das amerikanische Bobteam sein Schiff noch bekam. Die Anwesenheit der Titelverteidiger war überdies keine Selbstverständlichkeit. Zunächst hatte Benham, Vorjahresweltmeister im Viererbob, seine Teilnahme abgesagt, da die US Air Force keine Flugzeugkapazitäten für den Transport von Sportlern mehr hatte. Grund waren die politischen Entwicklungen in Bezug auf den seit Sommer 1950 stattfindenden Koreakrieg.

## Politische Differenzen
Der erste deutsche Weltmeistertitel nach dem Zweiten Weltkrieg wäre fast nicht zustande gekommen. Ehemalige örtliche Kämpfer der Résistance in den Savoyer Alpen wehrten sich angesichts stattgefundener Kriegsverbrechen der deutschen Besatzungstruppen im Gebiet um Alpe d’Huez vehement gegen eine Start deutscher Sportler bei der Bob-WM. Inwieweit zudem die Wehrmachtsvergangenheit von Michael Pössinger, Mitglied der Bobmannschaft von Anderl Ostler, zu dem Zeitpunkt der Öffentlichkeit bekannt war, konnte bisher nicht ermittelt werden. Aber auch objektiv sprach einiges gegen eine Teilnahme deutscher Bobs. Zum Zeitpunkt der Weltmeisterschaft waren die deutschen Wintersportverbände noch nicht wieder Mitglied in der FIS, des internationalen Wintersportverbandes. Streng genommen überschritt der FIBT als Mitgliedsverband im FIS seine Kompetenzen im Bestreben, deutsche Sportler bei der WM teilnehmen zu lassen. So starteten die deutschen Bobs dann auch nicht mit dem Bundesadler, sondern mit dem Emblem ihres Heimatvereins auf der Sportkleidung, in dem Fall das des SC Riessersee. Erst Ende April 1951 wurde der Deutsche Skiverband der Bundesrepublik Deutschland auf dem FIS-Kongreß in Venedig wieder in die internationale Wintersportfamilie aufgenommen.
Bis zur Teilnahme war es aber ein weiter Weg. Zunächst war eine deutsche Teilnahme seitens der FITB vorgesehen, die aber zunächst durch innenpolitischen Druck in Frankreich mit der Nichterteilung von Visa für die deutschen Sportler verweigert wurde. Der Präfekt des Départements Isère hatte angesichts entsprechender Ankündigungen die Befürchtungen, dass es zu Demonstrationen und Ausschreitungen seitens der einheimischen Bevölkerung kommen würde. Allerdings intervenierten auf der Garmischer Sportwoche vor allem der Präsident des US-amerikanischen Bobverbandes Donna Fox, gleichzeitig Vizepräsident des FIBT sowie die Verbände aus Italien, der Schweiz und Österreich beim französischen FIBT-Präsidenten Comte de la Frégeolière. Dieser erhielt wenig später nun plötzlich doch grünes Licht aus Paris und lud die deutschen Teams zusammen mit den schwedischen und amerikanischen nach Alpe d'Huez ein. Wenige Tage später teilte allerdings der französische Vizekonsul in München dem Präsidenten des Deutschen Bobverbandes mit, das keine Visa für die deutschen Bobfahrer erteilt würden. Diese waren bereits an der deutsch-französischen Grenze in Kehl aufgehalten worden und mussten umkehren. Einen Tag später waren die Querelen jedoch ausgeräumt und die Deutschen durften doch kommen.

## Zweierbob
Noch in Abwesenheit der deutschen und amerikanischen Bobs kam es am 21. Januar, einem Sonntag, auf dem unteren, schon freigelegten 600 m langen Teilabschnitt zu einem Trainingswettkampf, bei dem die zwei Schweizer Bobs am besten abschnitten. Anschließend verhinderten höhere Temperaturen zwei Tage lang weitere Trainingsfahrten. Zudem meldeten die Amerikaner sich zunächst von der Viererbobentscheidung wegen der Terminverschiebungen ab, da sie sich bereits am 1. Februar wieder einschiffen mussten. Am letzten Trainingstag nahmen erstmals auch die deutschen Bobs teil und speziell das Team Ostler/Nieberl zeigte mit der besten Trainingszeit, dass sie mit um die Medaillen kämpfen würden. Diese gute Form stellten die beiden Schwergewichte vom SC Riessersee auch am ersten Wettkampftag erneut unter Beweis. Bereits im ersten Lauf fuhren sie über zwei Sekunden schneller als das amerikanische Team mit Weltmeister Benham. Im zweiten Lauf setzten die Bayern noch einen drauf und fuhren Tagesbestzeit. Allerdings lag die Konkurrenz in Gestalt von Stan Benham und Felix Endrich diesmal nicht allzu weit hinter Ostler. Dennoch führte der Bob Deutschland I nach dem ersten Tag souverän mit über zweieinhalb Sekunden die Gesamtwertung an. Am zweiten Wettkampftag beeinträchtigten Wind und schlechte Sicht den Wettkampf, dennoch konnten die Bobs ihre Fahrtzeiten nochmals steigern. Speziell im dritten Lauf gelang es dabei Benham und Endrich, eine bessere Zeit als die des deutschen Bobs zu erzielen, die Abstände waren aber zu gering, um die Gesamtwertung noch merklich zu beeinflussen. Im letzten Lauf zeigten Ostler/Nieberl nochmals ihr ganzes Können und fuhren erneute Tagesbestzeit. Benham verlor im letzten Lauf nochmals fast eine Sekunde, Endrich über eine Sekunde auf Ostler. Am Ende siegte der deutsche Bob souverän mit über drei Sekunden Vorsprung und Andreas Ostler und Lorenz Nieberl konnten so den ersten Weltmeistertitel nach dem Zweiten Weltkrieg für deutsche Sportler bejubeln. Im Vergleich zum ersten Wettkampftag rutschte das zweite Schweizer Tema vom vierten noch auf den fünften Platz.
| Platz | Land   | Sportler                            | 1. Lauf | 2. Lauf | 1. Tag  | 3. Lauf | 4. Lauf | Gesamt  |
| ----- | ------ | ----------------------------------- | ------- | ------- | ------- | ------- | ------- | ------- |
| 1     | FRG I  | Andreas Ostler Lorenz Nieberl       | 1:19,72 | 1:18,28 | 2:38,00 | 1:18,14 | 1:15,90 | 5:11,94 |
| 2     | USA I  | Stanley Benham Patrick Martin       | 1:21,80 | 1:18,85 | 2:40,65 | 1:17,92 | 1:16,76 | 5:15,33 |
| 3     | SUI I  | Felix Endrich Werner Spring         | 1:22,88 | 1:18,61 | 2:41,49 | 1:17,97 | 1:17,02 | 5:16,48 |
| 4     | ITA I  | Uberto Gilarduzzi Vittorio Folonari |         |         | 2:43,56 | 1:18,41 | 1:19,35 | 5:21,51 |
| 5     | SUI II | Franz Kapus Heinrich Angst          | 1:22,32 | 1:20,58 | 2:42,90 | 1:21,09 | 1:18,61 | 5:22,60 |
| 6     | FRG II | Hans Winkler Sylvester Wackerle     | 1:23,44 | 1:21,52 | 2:44,96 | 1:19,60 | 1:19,07 | 5:25,63 |
| 7     | GBR I  | ?                                   |         |         | 2:48,61 | 1:20,40 | 1:19,83 | 5:28,84 |
| 8     | FRA I  | ?                                   |         |         | 2:48,33 |         |         | 5:30,92 |
| 9     | USA II | Lloyd Johnson John McDonald         | 1:26,54 | 1:24,81 | 2:51,35 | 1:21,36 | 1:18,71 | 5:31,42 |
| 10    | AUT II | ?                                   |         |         | 2:50,12 |         |         | 5:31,79 |
| 11    | AUT I  | ?                                   |         |         | 2:49,66 |         |         | 5:33,67 |
| 12    | SWE    | ?                                   | 1:26,76 |         |         |         |         | 5:34,30 |

## Viererbob
Nachdem durch den nahenden Einschiffungstermin der Amerikaner am 1. Februar zunächst ein Rückzug dieser Bobs von der Viererbob-Entscheidung im Raum stand, reagierte die FIBT pragmatisch und verkürzte die Entscheidung auf zwei Läufe am 31. Januar 1951. Die Gastgeber waren in der Entscheidung bei den großen Bobs vom Pech verfolgt. Der Bob Frankreich I mit Pilot Chalet verunfallte bereits im Training und schied aus, der Bob Frankreich II mit Pilot Borgarelli verunfallte im Wettkampf. So gelangten letztlich noch 12 Bobs in die Gesamtwertung. Anders als im Zweierbob konnte man die Wertung nach dem ersten Lauf noch als ausgeglichen ansehen. Zwar führte erneut Andreas Ostler mit seinem schwergewichtigen Team, doch die Bobs Schweiz I mit Franz Kapus und USA I mit Benham hatten mit 43 Hundertstel bzw. 51 Hundertstel Rückstand durchaus noch Chancen auf den Weltmeistertitel. Im zweiten Lauf nahm das Gespann vom SC Riesersse den beiden Verfolgern jeweils über eine Sekunde ab, so dass Ostler auch den Weltmeistertitel im Viererbob erringen konnte. Franz Kapus wurde von Benham mit einem Rückstand von 16 Hundertstel noch auf den Bronzeplatz verdrängt.
| Platz | Land   | Sportler                                                         | 1. Lauf | 2. Lauf | Gesamt  |
| ----- | ------ | ---------------------------------------------------------------- | ------- | ------- | ------- |
| 1     | FRG I  | Andreas Ostler, Xavier Leitl, Michael Pössinger, Lorenz Nieberl  | 1:13,33 | 1:11,65 | 2:24,98 |
| 2     | USA    | Stanley Benham, Patrick Martin, James Atkinson, Gary Sheffield   | 1:13,84 | 1:12,66 | 2:26,50 |
| 3     | SUI I  | Franz Kapus, Franz Stöckli, Hans Bolli, Heinrich Angst           | 1:13,76 | 1:12,90 | 2:26,66 |
| 4     | FRG II | Franz Kemser, Fred Wagenknecht, Heinz Wendlinger, Jonny Rundholz |         |         | 2:26,71 |
| 5     | ITA I  | Renzo Menardi                                                    |         |         | 2:27,93 |
| 6     | AUT II |                                                                  |         |         | 2:30,56 |
| 7     | SWE I  |                                                                  |         |         | 2:30,77 |
| 8     | ITA II |                                                                  |         |         | 2:31,90 |
| 9     | AUT I  |                                                                  |         |         | 2:31,91 |
| 10    | FRA I  |                                                                  |         |         | 2:33,10 |
| 11    | SUI II |                                                                  |         |         | 2:34,26 |
| 12    | SWE II |                                                                  |         |         | 2:37,10 |

## Medaillenspiegel
| Platz | Land               | Gold | Silber | Bronze | Gesamt |
| ----- | ------------------ | ---- | ------ | ------ | ------ |
| 1     | BR Deutschland     | 2    | 0      | 0      | 2      |
| 2     | Vereinigte Staaten | 0    | 2      | 0      | 2      |
| 3     | Schweiz            | 0    | 0      | 2      | 2      |